# Głojsce

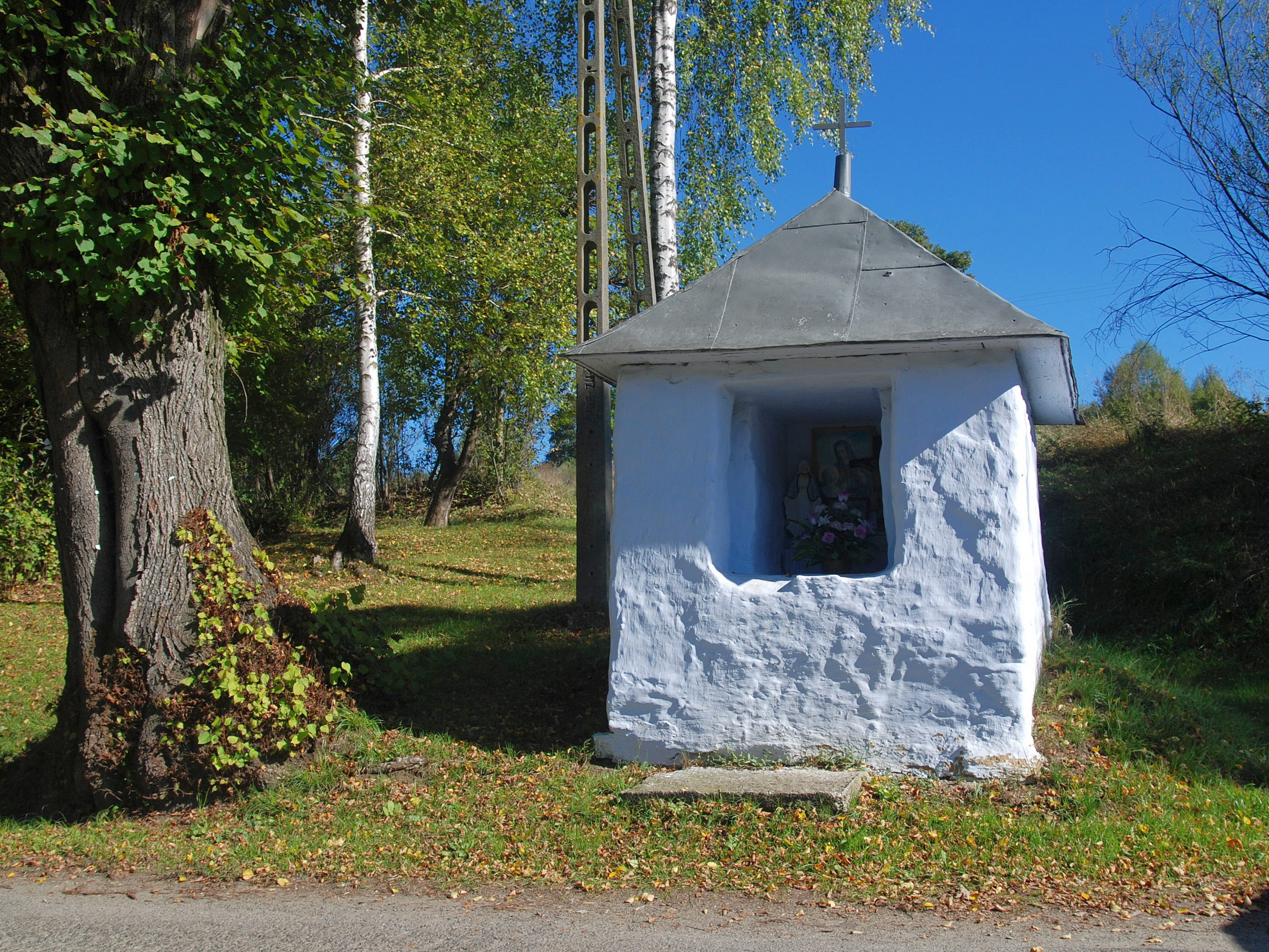
Kapliczka

Głojsce – wieś w Polsce położona w województwie podkarpackim, w powiecie krośnieńskim, w gminie Dukla.
W latach 1975–1998 miejscowość administracyjnie należała do województwa krośnieńskiego.
Miejscowość jest siedzibą rzymskokatolickiej parafii św. Maksymiliana Kolbe, należącej do dekanatu Nowy Żmigród, diecezji rzeszowskiej.

## Części wsi
| SIMC    | Nazwa       | Rodzaj    |
| ------- | ----------- | --------- |
| 0349079 | Bikowa Góra | część wsi |
| 0349085 | Dół         | część wsi |
| 0349091 | Góra        | część wsi |
| 0349100 | Kolonia     | część wsi |
| 0349116 | Wygon       | część wsi |

## Historia
Wieś wymieniana jest w dokumencie wydanym w dniu 17 sierpnia 1366 roku przez Kazimierza Wielkiego. Wystawiony we Włodzimierzu dokument zatwierdzał podział majątku kanclerza Janusza (Suchywilka) i darowanie części majątku swym bratankom. Dobrami Kanclerza podzielili się Janusz, Piotr i Mikołaj - synowie Jakuba Cztana z Kobylan. Głosce przypadły Januszowi.
W dokumencie lokacyjnym Dukli z 1373 roku Głojsce wymieniane są jako jedna z wsi, w okolicy której ustala się lokalizację miasta i jego granice. W 1388 r. Peszko Bogoria w Krakowie sprzedał wobec królowej Jadwigi, Głojsce wraz ze Kopytową i Zręcinem. Jan Długosz podaje, że dziesięcina zbierana w Głojscach była dobrem kościelnym i należała do Kolegiaty św. Floriana w Krakowie. 
W dokumentach sądowych z XV wieku zapisane zostały imiona niektórych dzierżawców wsi:
- Ywo - 1403,
- Maciej - 1437,
- Jan Sęp - lata 1459–1464.

W 1467 r. Jan Kobyleński został pozwany przez Mikołaja i Katarzynę Stadnickich oraz Jana i Krzesława Wojszyków, rodzeństwo przyrodnie niepodzielone, dziedziców Żmigrodu o to, że nie chce z nimi dokonać rozgraniczenia i usypania kopców między ich posiadłościami: Siedliskami, Lisią Górą (dziś Łysa Góra) a należącymi do niego: Makowiskami, Leszczyną, Draganową i Głoścami (dziś Głojsce). Czyli Głojsce w 1467 r. należały do Jan Kobylańskiego.
Rejestry poborowych z lat 1508 i 1536 podają, że we wsi stała karczma i młyn. Zachowane dokumenty sądowe wymieniają dzierżawców wsi:
- Jan Kobylański herbu Grzymała - przełom XV i XVI wieku,
- Jakub Warszycki - XVI wiek.

W 1776 Głojsce należały do Czartoryskich. W 1799 roku Głojsce kupił od Strowskiego Franciszek Stadnicki (zm. w 1810 r. i pochowany w grobowcu w Dukielskiej Farze). Córka Franciszka Stadnickiego, Helena Stadnicka poślubiła gen. Wojciecha Męcińskiego h. Poraj, dziedzica Żarek (zm. 1839)- (mjr. pospolitego ruszenia, rotmistrza ziemskiego województwa krakowskiego), i wniosła mężowi w posagu Głojsce i Duklę. W styczniu 1846 r. hr. Cezar Męciński odmówił wojskowego wsparcia powstania krakowskiego. Jeszcze w 1878 roku hrabia Cezar Męciński i jego syn, Adam byli właścicielami Głojsc i Dukli. Jak podaje Ksiądz Sarna w "Opisie Powiatu Krośnieńskiego" na początku XX wieku we wsi mieszkało 7 Żydów.
W czasie operacji dukielskiej 12 -14 września 1944 r. i natarcia 121 dywizja piechoty korpusu kawalerii gen. Baranowa oraz 25 korpusu panc. 70 dywizji piechoty Armii Radzieckiej, aktywne było lotnictwo radzieckie i niemieckie. Wieś została spalona i po wojnie odbudowana.